# Notre-Dame du Pilerio
Ne doit pas être confondu avec Vierge du Pilier.
Notre-Dame du Pilerio est l'un des divers noms donnés à la Vierge Marie. Sa dénomination provient probablement du grec puleròs (colonne). Elle est vénérée dans toute la Calabre et est considérée comme la protectrice de Cosenza.

## Historique
L'icône du XIIe siècle, conservée dans la cathédrale de Cosenza, est déclarée authentique, après des enquêtes et recherches effectuées entre 1971 et 1979, par l'évêque de Cosenza, Eneas Selis.
L'icône mesure 95 sur 65 cm, et l'inscription latine qu'elle porte explique qu'il ne s'agit pas d'une peinture orientale, mais réalisée en Méditerranée occidentale.
Au cours des siècles, l'icône a subi divers dommages jusqu'à être repeinte. Elle a été ramenée à sa beauté originelle grâce à une restauration effectuée de 1976 à 1977.

## Description iconographique
La peinture représente Jésus prenant le sein de sa mère. Dans l'iconographie orientale, la Vierge allaitant l'Enfant est appelée Γαλακτοτροφουσα (Galaktotrophousa), donc Notre-Dame du Pilerio peut porter cette dénomination.
La couleur rouge du voile est signe de la divinité, et la bande sur le corps nu de Jésus avec trois étoiles symbolise la virginité de Marie, avant, pendant et après la naissance de Jésus.